# Flecha Valona de 2014
A 78 edição da Flecha Valona teve lugar em 23 de abril de 2014. Trata-se da 12 prova da UCI World Tour de 2014.

## Apresentação

### Percorrido
| Cotas da carreira |                  |                 |                |            |      |
| Número            | Nome             | Comprimento (m) | Pendente média | Quilómetro |      |
| ----------------- | ---------------- | --------------- | -------------- | ---------- | ---- |
| 1                 | Côte de Bellaire | 84              | 1 000          | 6,8 %      | 115  |
| 2                 | Côte d'Ahin      | 101             | 2 100          | 5,9 %      | 98   |
| 3                 | Muro de Huy      | 111,5           | 1 300          | 9,3 %      | 87,5 |
| 4                 | Côte d'Ereffe    | 124,5           | 2 200          | 5,9 %      | 74,5 |
| 5                 | Côte de Bellaire | 143,5           | 1 000          | 6,8 %      | 55,5 |
| 6                 | Côte de Bohissau | 151             | 1 300          | 7,6 %      | 48   |
| 7                 | Côte de Bousalle | 154             | 1 700          | 4,9 %      | 45   |
| 8                 | Côte d'Ahin      | 165             | 2 100          | 5,9 %      | 34   |
| 9                 | Muro de Huy      | 175,5           | 1 300          | 9,3 %      | 23,5 |
| 10                | Côte d'Ereffe    | 188,5           | 2 200          | 5,9 %      | 10,5 |
| 11                | Muro de Huy      | 199             | 1 300          | 9,3 %      | 0    |

### Equipes
O organizador Amaury Sport Organisation apresentou a lista das três equipas convidadas em 28 de fevereiro de 2014. Vinte e cinco equipas participam nesta Flecha Valona - dezoito ProTeams e sete equipas continentais profissionais :
| UCI ProTeams            | UCI ProTeams   | UCI ProTeams |
| Nome da equipa          | País           | Código       |
| ----------------------- | -------------- | ------------ |
| AG2R La Mondiale        | França         | ALM          |
| Astana Pro Team         | Cazaquistão    | AST          |
| Belkin                  | Países Baixos  | BEL          |
| BMC Racing              | Estados Unidos | BMC          |
| Cannondale              | Itália         | CAN          |
| Europcar                | França         | EUC          |
| Fdj.fr                  | França         | FDJ          |
| Garmin-Sharp            | Estados Unidos | GRS          |
| Giant-Shimano           | Países Baixos  | GIA          |
| Katusha                 | Rússia         | KAT          |
| Lampre-Merida           | Itália         | LAM          |
| Lotto-Belisol           | Bélgica        | LTB          |
| Movistar                | Espanha        | MOV          |
| Omega Pharma-Quick Step | Bélgica        | OPQ          |
| Orica-GreenEDGE         | Austrália      | OGE          |
| Team Sky                | Reino Unido    | SKY          |
| Tinkoff-Saxo            | Rússia         | TCS          |
| Trek Factory Racing     | Estados Unidos | TFR          |

| Equipas continentais profissionais | Equipas continentais profissionais | Equipas continentais profissionais |
| Nome da equipa                     | País                               | Código                             |
| ---------------------------------- | ---------------------------------- | ---------------------------------- |
| Cofidis                            | França                             | COF                                |
| Colombia                           | Colômbia                           | COL                                |
| IAM                                | Suíça                              | IAM                                |
| MTN-Qhubeka                        | África do Sul                      | MTN                                |
| Topsport Vlaanderen-Baloise        | Bélgica                            | TSV                                |
| UnitedHealthcare                   | Estados Unidos                     | UHC                                |
| Wanty-Groupe Gobert                | Bélgica                            | WGG                                |

### Favoritos
O belga Philippe Gilbert (BMC Racing), vencedor em 2011 está visto como o principal favorito graças aos seus sucessos recentes na Flecha Brabanzona e a Amstel Gold Race. Os espanhóis Daniel Moreno (Katusha) e Alejandro Valverde (Movistar) parecem ser os seus principais rivais. Outro espanhol, Joaquim Rodríguez (Katusha), faz parte dos candidatos à vitória mas a sua queda na Amstel Gold Race poderia reduzir a sua busca.

## Classificação final
|    | Corredor           | País          | Equipa                  |    | Tempo             | Pontos UCI |
| -- | ------------------ | ------------- | ----------------------- | -- | ----------------- | ---------- |
| 1  | Alejandro Valverde | Espanha       | Movistar                | em | '4 h 36 min 45 se | 80         |
| 2  | Daniel Martin      | Irlanda       | Garmin-Sharp            | +  | 3 s               | 60         |
| 3  | Michał Kwiatkowski | Polónia       | Omega Pharma-Quick Step |    | 4 s               | 50         |
| 4  | Bauke Mollema      | Países Baixos | Belkin                  |    | 4 s               | 40         |
| 5  | Tom-Jelte Slagter  | Países Baixos | Garmin-Sharp            |    | 6 s               | 30         |
| 6  | Jelle Vanendert    | Bélgica       | Lotto-Belisol           |    | 6 s               | 22         |
| 7  | Michael Albasini   | Suíça         | Orica-GreenEDGE         |    | 8 s               | 14         |
| 8  | Roman Kreuziger    | Chéquia       | Tinkoff-Saxo            |    | 8 s               | 10         |
| 9  | Daniel Moreno      | Espanha       | Katusha                 |    | 11 s              | 6          |
| 10 | Philippe Gilbert   | Bélgica       | BMC Racing              |    | 15 s              | 2          |

## Lista dos participantes
- Lista de saída completa

| Legenda                             | Legenda                                                                          | Legenda | Legenda                                              |
| ----------------------------------- | -------------------------------------------------------------------------------- | ------- | ---------------------------------------------------- |
| Num                                 | Jersey de saída levada pelo corredor esta Flecha Valona                          | Pos     | Posição à chegada da corrida                         |
| [[Imagem:\|20px\|class=noviewer\|]] | Indica uma camisola de campeão nacional ou mundial, conforme a sua especialidade | NP      | Indica um corredor que não tomou a saída da corrida  |
| AB                                  | Indica um corredor que não terminou a corrida                                    | HD      | Indica um corredor terminou a etapa fora de controle |

| Katusha KAT | Katusha KAT             | Katusha KAT |
| ----------- | ----------------------- | ----------- |
| Num         | Corredor                | Pos         |
| 1           | Daniel Moreno (ESP)     | 9.º         |
| 2           | Giampaolo Caruso (ITA)  | 33.º        |
| 3           | Alexandr Kolobnev (RUS) | 48.º        |
| 4           | Dmitry Kozontchuk (RUS) | AB          |
| 5           | Alberto Losada (ESP)    | 110.º       |
| 6           | Joaquim Rodríguez (ESP) | 70.º        |
| 7           | Ángel Vicioso (ESP)     | 73.º        |
| 8           | Eduard Vorganov (RUS)   | 49.º        |

| Team Sky SKY | Team Sky SKY             | Team Sky SKY |
| ------------ | ------------------------ | ------------ |
| Num          | Corredor                 | Pos          |
| 11           | Peter Kennaugh (GBR)     | AB           |
| 12           | Nathan Earle (AUS)       | AB           |
| 13           | Joshua Edmondson (USA)   | AB           |
| 14           | David López García (ESP) | 126.º        |
| 15           | Danny Pate (USA)         | 135.º        |
| 16           | Ben Swift (GBR)          | AB           |
| 17           |                          |              |
| 18           |                          |              |

| AG2R La Mondiale ALM | AG2R La Mondiale ALM      | AG2R La Mondiale ALM |
| -------------------- | ------------------------- | -------------------- |
| Num                  | Corredor                  | Pos                  |
| 21                   | Carlos Betancur (COL)     | 36.º                 |
| 22                   | Romain Bardet (FRA)       | 35.º                 |
| 23                   | Guillaume Bonnafond (FRA) | 131.º                |
| 24                   | Mikaël Cherel (FRA)       | 39.º                 |
| 25                   | Ben Gastauer (LUX)        | 55.º                 |
| 26                   | Sébastien Minard (FRA)    | 65.º                 |
| 27                   | Matteo Montaguti (ITA)    | 66.º                 |
| 28                   | Christophe Riblon (FRA)   | AB                   |

| Garmin-Sharp GRS | Garmin-Sharp GRS           | Garmin-Sharp GRS |
| ---------------- | -------------------------- | ---------------- |
| Num              | Corredor                   | Pos              |
| 31               | Daniel Martin (IRL)        | 2.º              |
| 32               | Thomas Dekker (NED)        | AB               |
| 33               | Nathan Haas (AUS)          | 58.º             |
| 34               | Ryder Hesjedal (CAN)       | AB               |
| 35               | Alex Howes (USA)           | 38.º             |
| 36               | Ramūnas Navardauskas (LTU) | 85.º             |
| 37               | Tom-Jelte Slagter (NED)    | 5.º              |
| 38               | Fabian Wegmann (GER)       | 77.º             |

| Omega Pharma-Quick Step OPQ | Omega Pharma-Quick Step OPQ        | Omega Pharma-Quick Step OPQ |
| --------------------------- | ---------------------------------- | --------------------------- |
| Num                         | Corredor                           | Pos                         |
| 41                          | Michał Kwiatkowski (POL) (Estrada) | 3.º                         |
| 42                          | Jan Bakelants (BEL)                | 43.º                        |
| 43                          | Gianluca Brambilla (ITA)           | 54.º                        |
| 44                          | Michał Gołtemś (POL)               | 119.º                       |
| 45                          | Serge Pauwels (BEL)                | 93.º                        |
| 46                          | Wout Poels (NED)                   | 12.º                        |
| 47                          | Pieter Serry (BEL)                 | 62.º                        |
| 48                          | Carlos Verona (ESP)                | 100.º                       |

| Movistar MOV | Movistar MOV                  | Movistar MOV |
| ------------ | ----------------------------- | ------------ |
| Num          | Corredor                      | Pos          |
| 51           | Alejandro Valverde (ESP)      | 1.º          |
| 52           | Imanol Erviti (ESP)           | AB           |
| 53           | John Gadret (FRA)             | 52.º         |
| 54           | José Iván Gutiérrez (ESP)     | AB           |
| 55           | Jesús Herrada (ESP) (Estrada) | 41.º         |
| 56           | Beñat Intxausti (ESP)         | 121.º        |
| 57           | Gorka Izagirre (ESP)          | 22.º         |
| 58           | Ion Izagirre (ESP)            | 71.º         |

| Belkin BEL | Belkin BEL                 | Belkin BEL |
| ---------- | -------------------------- | ---------- |
| Num        | Corredor                   | Pos        |
| 61         | Bauke Mollema (NED)        | 4.º        |
| 62         | Jack Bobridge (AUS)        | AB         |
| 63         | Stef Clement (NED)         | 90.º       |
| 64         | Jonathan Hivert (FRA)      | 116.º      |
| 65         | Paul Martens (GER)         | 13.º       |
| 66         | Lars Petter Nordhaug (NOR) | 26.º       |
| 67         | David Tanner (AUS)         | 144.º      |
| 68         | Laurens ten Dam (NED)      | 30.º       |

| Cannondale CAN | Cannondale CAN             | Cannondale CAN |
| -------------- | -------------------------- | -------------- |
| Num            | Corredor                   | Pos            |
| 71             | Marco Marcato (ITA)        | 57.º           |
| 72             | Alberto Bettiol (ITA)      | 98.º           |
| 73             | Alessandro De Marchi (ITA) | 125.º          |
| 74             | Michel Koch (GER)          | 140.º          |
| 75             | Jean-Marc Marino (FRA)     | 32.º           |
| 76             | Matej Mohorič (SLO)        | 137.º          |
| 77             | Daniele Ratto (ITA)        | 120.º          |
| 78             | Davide Villella (ITA)      | 99.º           |

| Lampre-Merida LAM | Lampre-Merida LAM         | Lampre-Merida LAM |
| ----------------- | ------------------------- | ----------------- |
| Num               | Corredor                  | Pos               |
| 81                | Rui Costa (POR) (Estrada) | 53.º              |
| 82                | Matteo Bono (ITA)         | 115.º             |
| 83                | Mattia Cattaneo (ITA)     | 138.º             |
| 84                | Damiano Cunego (ITA)      | 69.º              |
| 85                | Kristijan Đurasek (CRO)   | 114.º             |
| 86                | Nélson Oliveira (POR)     | AB                |
| 87                | Diego Ulissi (ITA)        | 17.º              |
| 88                | Rafael Valls (ESP)        | 113.º             |

| BMC Racing BMC | BMC Racing BMC          | BMC Racing BMC |
| -------------- | ----------------------- | -------------- |
| Num            | Corredor                | Pos            |
| 91             | Philippe Gilbert (BEL)  | 10.º           |
| 92             | Darwin Atapuma (COL)    | 86.º           |
| 93             | Marcus Burghardt (GER)  | 122.º          |
| 94             | Ben Hermans (BEL)       | 45.º           |
| 95             | Amaël Moinard (FRA)     | 67.º           |
| 96             | Samuel Sánchez (ESP)    | 34.º           |
| 97             | Lawrence Warbasse (USA) | AB             |
| 98             | Danilo Wyss (SUI)       | AB             |

| Trek Factory Racing TFR | Trek Factory Racing TFR     | Trek Factory Racing TFR |
| ----------------------- | --------------------------- | ----------------------- |
| Num                     | Corredor                    | Pos                     |
| 101                     | Fränk Schleck (LUX)         | 56.º                    |
| 102                     | Julián Arredondo (COL)      | 11.º                    |
| 103                     | Matthew Busche (USA)        | 112.º                   |
| 104                     | Fabio Felline (ITA)         | 145.º                   |
| 105                     | Bob Jungels (LUX) (Estrada) | 143.º                   |
| 106                     | Andy Schleck (LUX)          | AB                      |
| 107                     | Boy van Poppel (NED)        | AB                      |
| 108                     | Calvin Watson (AUS)         | AB                      |

| Tinkoff-Saxo TCS | Tinkoff-Saxo TCS           | Tinkoff-Saxo TCS |
| ---------------- | -------------------------- | ---------------- |
| Num              | Corredor                   | Pos              |
| 111              | Roman Kreuziger (CZE)      | 8.º              |
| 112              | Michael Valgren (DEN)      | AB               |
| 113              | Edward Beltrán (COL)       | 128.º            |
| 114              | Jesper Hansen (DEN)        | 108.º            |
| 115              | Karsten Kroon (NED)        | 95.º             |
| 116              | Bruno Pires (POR)          | AB               |
| 117              | Chris Anker Sørensen (DEN) | 37.º             |
| 118              | Rory Sutherland (AUS)      | 109.º            |

| Fdj.fr FDJ | Fdj.fr FDJ                      | Fdj.fr FDJ |
| ---------- | ------------------------------- | ---------- |
| Num        | Corredor                        | Pos        |
| 121        | Pierrick Fédrigo (FRA)          | AB         |
| 122        | Arnold Jeannesson (FRA)         | AB         |
| 123        | Laurent Mangel (FRA)            | AB         |
| 124        | Laurent Pichon (FRA)            | 83.º       |
| 125        | Anthony Roux (FRA)              | 124.º      |
| 126        | Jérémy Roy (FRA)                | 46.º       |
| 127        | Benoît Vaugrenard (FRA)         | 44.º       |
| 128        | Jussi Veikkanen (FIN) (Estrada) | 136.º      |

| Orica-GreenEDGE OGE | Orica-GreenEDGE OGE              | Orica-GreenEDGE OGE |
| ------------------- | -------------------------------- | ------------------- |
| Num                 | Corredor                         | Pos                 |
| 131                 | Michael Albasini (SUI)           | 7.º                 |
| 132                 | Simon Clarke (AUS)               | 16.º                |
| 133                 | Christian Meier (CAN)            | AB                  |
| 134                 | Cameron Meyer (AUS)              | 47.º                |
| 135                 | Ivan Santaromita (ITA) (Estrada) | 27.º                |
| 136                 | Pieter Weening (NED)             | 72.º                |
| 137                 | Adam Yates (GBR)                 | 97.º                |
| 138                 | Simon Yates (GBR)                | 78.º                |

| IAM | IAM                         | IAM   |
| --- | --------------------------- | ----- |
| Num | Corredor                    | Pos   |
| 141 | Mathias Frank (SUI)         | 15.º  |
| 142 | Jonathan Fumeaux (SUI)      | 134.º |
| 143 | Reto Hollenstein (SUI)      | 84.º  |
| 144 | Pirmin Lang (SUI)           | AB    |
| 145 | Gustav Larsson (SWE)        | 130.º |
| 146 | Thomas Lövkvist (SWE)       | 42.º  |
| 147 | Sébastien Reichenbach (SUI) | 24.º  |
| 148 | Marcel Wyss (SUI)           | 101.º |

| Giant-Shimano GIA | Giant-Shimano GIA         | Giant-Shimano GIA |
| ----------------- | ------------------------- | ----------------- |
| Num               | Corredor                  | Pos               |
| 151               | Warren Barguil (FRA)      | 23.º              |
| 152               | Thomas Damuseau (NED)     | 104.º             |
| 153               | Tom Dumoulin (NED)        | 21.º              |
| 154               | Johannes Fröhlinger (GER) | AB                |
| 155               | Thierry Hupond (FRA)      | 103.º             |
| 156               | Ji Cheng (CHN)            | AB                |
| 157               | Daan Olivier (NED)        | 25.º              |
| 158               | Thomas Peterson (USA)     | AB                |

| Astana Pro Team AST | Astana Pro Team AST     | Astana Pro Team AST |
| ------------------- | ----------------------- | ------------------- |
| Num                 | Corredor                | Pos                 |
| 161                 | Vincenzo Nibali (ITA)   | 14.º                |
| 162                 | Jakob Fuglsang (DEN)    | 19.º                |
| 163                 | Enrico Gasparotto (ITA) | 94.º                |
| 164                 | Andriy Grivko (UKR)     | 79.º                |
| 165                 | Maxim Iglinskiy (KAZ)   | 89.º                |
| 166                 | Tanel Kangert (É)       | 102.º               |
| 167                 | Alexey Lutsenko (KAZ)   | AB                  |
| 168                 | Lieuwe Westra (NED)     | 64.º                |

| Colombia COL | Colombia COL              | Colombia COL |
| ------------ | ------------------------- | ------------ |
| Num          | Corredor                  | Pos          |
| 171          | Edwin Ávila (COL)         | 92.º         |
| 172          | Robinson Chalapud (COL)   | 87.º         |
| 173          | Edward Díaz (COL)         | AB           |
| 174          | Darwin Pantoja (COL)      | AB           |
| 175          | Jonathan Paredes (COL)    | AB           |
| 176          | Jeffry Romero (COL)       | AB           |
| 177          | Rodolfo Torres (COL)      | 59.º         |
| 178          | Juan Pablo Valencia (COL) | AB           |

| Lotto-Belisol LTB | Lotto-Belisol LTB           | Lotto-Belisol LTB |
| ----------------- | --------------------------- | ----------------- |
| Num               | Corredor                    | Pos               |
| 181               | Jelle Vanendert (BEL)       | 6.º               |
| 182               | Sander Armée (BEL)          | AB                |
| 183               | Bart De Clercq (BEL)        | 50.º              |
| 184               | Gert Dockx (BEL)            | AB                |
| 185               | Tony Gallopin (FRA)         | 60.º              |
| 186               | Jurgen Van den Broeck (BEL) | 20.º              |
| 187               | Dennis Vanendert (BEL)      | 106.º             |
| 188               | Tim Wellens (BEL)           | 61.º              |

| Wanty-Groupe Gobert WGG | Wanty-Groupe Gobert WGG  | Wanty-Groupe Gobert WGG |
| ----------------------- | ------------------------ | ----------------------- |
| Num                     | Corredor                 | Pos                     |
| 191                     | Thomas Degand (BEL)      | 29.º                    |
| 192                     | Jérôme Baugnies (BEL)    | 117.º                   |
| 193                     | Francis De Greef (BEL)   | 76.º                    |
| 194                     | Grégory Habeaux (BEL)    | AB                      |
| 195                     | Marco Minnaard (NED)     | AB                      |
| 196                     | Mirko Selvaggi (ITA)     | AB                      |
| 197                     | Kevin Seeldraeyers (BEL) | 118.º                   |
| 198                     | Nico Sijmens (BEL)       | AB                      |

| Europcar EUC | Europcar EUC           | Europcar EUC |
| ------------ | ---------------------- | ------------ |
| Num          | Corredor               | Pos          |
| 201          | Pierre Rolland (FRA)   | 63.º         |
| 202          | Natnael Berhane (ERI)  | 81.º         |
| 203          | Bryan Coquard (FRA)    | AB           |
| 204          | Cyril Gautier (FRA)    | 31.º         |
| 205          | Christophe Kern (FRA)  | AB           |
| 206          | Perrig Quéméneur (FRA) | 111.º        |
| 207          | Romain Sicard (FRA)    | 51.º         |
| 208          | Angélo Tulik (FRA)     | AB           |

| Topsport Vlaanderen-Baloise TSV | Topsport Vlaanderen-Baloise TSV | Topsport Vlaanderen-Baloise TSV |
| ------------------------------- | ------------------------------- | ------------------------------- |
| Num                             | Corredor                        | Pos                             |
| 211                             | Preben Van Hecke (BEL)          | 123.º                           |
| 212                             | Victor Campenaerts (BEL)        | 80.º                            |
| 213                             | Kenny De Ketele (BEL)           | AB                              |
| 214                             | Pieter Jacobs (BEL)             | 88.º                            |
| 215                             | Eliot Lietaer (BEL)             | 68.º                            |
| 216                             | Thomas Sprengers (BEL)          | 28.º                            |
| 217                             | Arthur Vanoverberghe (BEL)      | AB                              |
| 218                             | Pieter Vanspeybrouck (BEL)      | 141.º                           |

| UnitedHealthcare UHC | UnitedHealthcare UHC     | UnitedHealthcare UHC |
| -------------------- | ------------------------ | -------------------- |
| Num                  | Corredor                 | Pos                  |
| 221                  | Martijn Maaskant (NED)   | AB                   |
| 222                  | Alessandro Bazzana (ITA) | 129.º                |
| 223                  | Jonathan Clarke (AUS)    | AB                   |
| 224                  | Marc de Maar (NED)       | AB                   |
| 225                  | Lucas Euser (USA)        | 139.º                |
| 226                  | Davide Frattini (ITA)    | 142.º                |
| 227                  | Christopher Jones (USA)  | AB                   |
| 228                  | Kiel Reijnen (USA)       | AB                   |

| Cofidis COF | Cofidis COF                    | Cofidis COF |
| ----------- | ------------------------------ | ----------- |
| Num         | Corredor                       | Pos         |
| 231         | Daniel Navarro (ESP)           | AB          |
| 232         | Jérôme Coppel (FRA)            | 40.º        |
| 233         | Guillaume Levarlet (FRA)       | 75.º        |
| 234         | Luis Ángel Maté (ESP)          | 82.º        |
| 235         | Rudy Molard (FRA)              | 18.º        |
| 236         | Julien Simon (FRA)             | 127.º       |
| 237         | Riñón Taaramäe (EST) (Estrada) | 105.º       |
| 238         | Romain Zingle (BEL)            | 91.º        |

| MTN-Qhubeka MTN | MTN-Qhubeka MTN           | MTN-Qhubeka MTN |
| --------------- | ------------------------- | --------------- |
| Num             | Corredor                  | Pos             |
| 211             | Linus Gerdemann (GER)     | 96.º            |
| 212             | Ignatas Konovalovas (LTU) | AB              |
| 213             | Merhawi Kudus (ERI)       | 74.º            |
| 214             | Youcef Reguigui (ALG)     | AB              |
| 215             | Jay Robert Thomson (RSA)  | 132.º           |
| 216             | Dennis van Niekerk (RSA)  | 133.º           |
| 217             | Johann van Zyl (RSA)      | AB              |
| 218             | Jacobus Venter (RSA)      | 107.º           |